# Columbia Britannica
La Columbia Britannica (in inglese: British Columbia, in francese: Colombie-Britannique) è la più occidentale delle province canadesi. Si affaccia sull'Oceano Pacifico ed è stata la sesta provincia in ordine di tempo a unirsi alla confederazione del Canada nel 1871.
Nel 2016, la popolazione ammontava a 4 648 055 persone. Il suo capoluogo è Victoria, città situata sull'isola di Vancouver, mentre la città più popolosa è Vancouver, situata nella parte sud-occidentale della terraferma (e non sull'isola omonima).

## Etimologia
Il nome della provincia fu scelto dalla regina Vittoria, quando la colonia della British Columbia (1858-1866), cioè "la terraferma", divenne una colonia britannica nel 1858. Si riferisce al Columbia District, il nome britannico del territorio drenato dal fiume Columbia, nella Columbia Britannica sud-orientale, che era l'omonimo del dipartimento Columbia della Compagnia della Baia di Hudson prima del trattato dell'Oregon. La regina Vittoria scelse la Columbia Britannica per distinguere quello che era il settore britannico del Columbia District dagli Stati Uniti ("American Columbia" o "Southern Columbia"), che divenne il Territorio dell'Oregon l'8 agosto 1848, a seguito del trattato.
In definitiva, la Columbia nel nome British Columbia deriva dal nome della Columbia Rediviva, una nave americana che prestò il nome al fiume Columbia e successivamente alla regione più ampia; la Columbia nel nome Columbia Rediviva derivava dal nome Columbia per il Nuovo Mondo o parti di esso, un riferimento a Cristoforo Colombo.

## Storia
L'area oggi nota come Columbia Britannica fu abitata fin dalla preistoria. Popolazioni paleoamericane vi arrivarono attraverso la Beringia fra 20 000 e 12 000 anni fa. Inizialmente nomadi cacciatori-raccoglitori, intorno a 5 000 anni fa questi gruppi cominciarono una transizione graduale verso stili di vita più sedentari, dando origine a un grande numero di Prime Nazioni. All'arrivo degli europei, la British Columbia ospitava non meno di 200 diverse Prime Nazioni, la cui storia è stata ricostruita solo in modo frammentario a partire da racconti orali, indagini archeologiche e resoconti dei primi esploratori.
La parte nord-ovest della provincia ospitava popoli del gruppo Na-dene, inclusi Athabaska e Tlingit (che abitavano l'Alaska meridionale e la Colombia Britannica settentrionale). I Dene dell'artico occidentale giunsero probabilmente in una successiva ondata migratoria dall'Asia. L'entroterra era abitato dai popoli di lingua salish, come i Secwepemc, gli Okanagan e gruppi Athabaska, soprattutto Dakelh e Tsilhqot'in. I territori costieri, ricchi di cibo (salmone e crostacei) ospitavano grandi popoli fortemente distinti da quelli dell'entroterra, come gli Haida, gli Kwakwaka'wakw e i Nuu-chah-nulth. Questi popoli svilupparono complessi sistemi sociali, fortemente basati sul cedro rosso occidentale, che veniva usato per costruire case di legno, grandi canoe (usate anche per la caccia alla balena) e totem.

### Сolonizzazione europea
Il contatto con gli europei portò una serie di devastanti epidemie (fra cui spicca quella di vaiolo del 1862) che decimarono le popolazioni native. Quello che rimaneva delle Prime nazioni fu via via ridimensionato dalla colonizzazione europea, e le popolazioni native furono progressivamente trasferite all'interno di riserve.
Dal 1818 al 1846, la parte che si trova a sud della latitudine di 54°40' e ad ovest delle Montagne Rocciose dell'attuale Columbia Britannica, faceva parte dell'Oregon Country sotto il controllo della Compagnia della Baia di Hudson ed era divisa nei dipartimenti della Columbia (a sud del fiume Columbia) e della Nuova Caledonia (a nord del fiume).
Nel 1846, il trattato dell'Oregon divise il territorio lungo il 49º parallelo Nord fino allo stretto di Georgia, l'area a nord di questo confine e tutta l'isola di Vancouver rimasero territori britannici mentre la parte a sud venne ceduta agli Stati Uniti.
Nel 1858, in seguito alla corsa all'oro nel canyon di Fraser, nella parte continentale della regione venne istituita la colonia della Columbia Britannica. Nella regione di Cariboo ebbe luogo una corsa all'oro tra il 1862 e il 1865 con conseguente afflusso di minatori e nascita di insediamenti. Le autorità coloniali per il timore che la corsa all'oro potesse espandersi oltre la frontiera settentrionale della Columbia Britannica (54°40' N), crearono il Territorio di Stikine nel 1862. L'anno successivo questo territorio venne smantellato e fu in gran parte annesso assieme alle isole Haida Gwaii alla Columbia e la frontiera settentrionale raggiunse l'attuale latitudine a 60° N.
Le tracce maggiori di questo periodo storico si trovano nel cosiddetto Gold Rush Trail: luoghi storici ed altri siti di interesse storico che si trovano lungo la strada da Lillooet a Barkerville e oltre. Alcune delle città lungo questo itinerario sono numerate secondo la loro distanza dall'estremità della parte navigabile del fiume Fraser a Lillooet. La più nota è la città di 100 Mile House che insieme alla zona residenziale di 108 Mile Ranch, forma un centro residenziale, turistico e commerciale notevole per questa regione.
Dopo la fine delle corse all'oro la colonia rischiò la bancarotta per gli elevati costi di costruzione di strade. Le colonie dell'Isola di Vancouver e della Columbia decisero di fondersi per dividere i costi. La fusione avvenne nel 1866 e il nome della nuova colonia fu British Columbia.
Molti furono i fattori che influenzarono la decisione della Columbia Britannica di unirsi al Dominion of Canada nel 1871. Il timore di un'annessione da parte degli Stati Uniti, il debito elevato generato dal rapido sviluppo della popolazione, il fabbisogno di servizi pubblici per la popolazione e la depressione economica causata dalla fine delle corse all'oro.
Il motivo che influenzò la decisione definitiva fu che il governo canadese offrì di collegare la Columbia Britannica alle zone più popolose del Canada tramite la linea ferroviaria della Canadian Pacific Railway entro dieci anni e si offrì di rimborsare $1 000 000 di debiti della colonia. Il 20 luglio 1871, la Columbia Britannica divenne, quindi, parte del Canada.
Il completamento della ferrovia diede una spinta notevole allo sviluppo di Vancouver (capolinea della ferrovia) che divenne ben presto una delle città più grandi del paese. La regione divenne un importante centro per la pesca, l'estrazione mineraria e la produzione di legname.
Nel 1907 il territorio della Columbia Britannica venne ridotto, in seguito ad una disputa sui confini dell'Alaska che assegnò parte del territorio nordoccidentale agli Stati Uniti d'America.
Grazie alla sua posizione la Columbia ha sempre avuto ottimi rapporti commerciali con i Paesi dell'Estremo Oriente. Non sono mancati gli attriti con gli immigranti asiatici. Ciò si manifestò in particolar modo durante la seconda guerra mondiale quando molti immigranti di origine giapponese furono internati nelle zone più interne della regione.
Negli anni del dopoguerra, Vancouver e Victoria divennero importanti centri culturali e vi si insediarono molti artisti e poeti. Il turismo, inoltre, ha cominciato a svolgere un ruolo importante nell'economia dell'area. L'espansione dell'economia giapponese portò notevoli benefici anche all'economia della Columbia Britannica.

## Geografia fisica
La Columbia Britannica si trova nella parte occidentale del Canada sulla costa dell'Oceano Pacifico. Confina a nord-ovest con lo Stato statunitense dell'Alaska, a nord con lo Yukon e i Territori del Nord-Ovest, a est con l'Alberta e a sud con gli Stati statunitensi di Washington, Idaho, e Montana. Il confine meridionale della Columbia Britannica corre lungo il 49º parallelo e fu stabilito nel 1846 dal trattato dell'Oregon.

Da un punto di vista morfologico la provincia si caratterizza per la presenza di numerose catene montuose fortemente boscate, la maggior parte delle quali orientate su un asse nord-sud. 

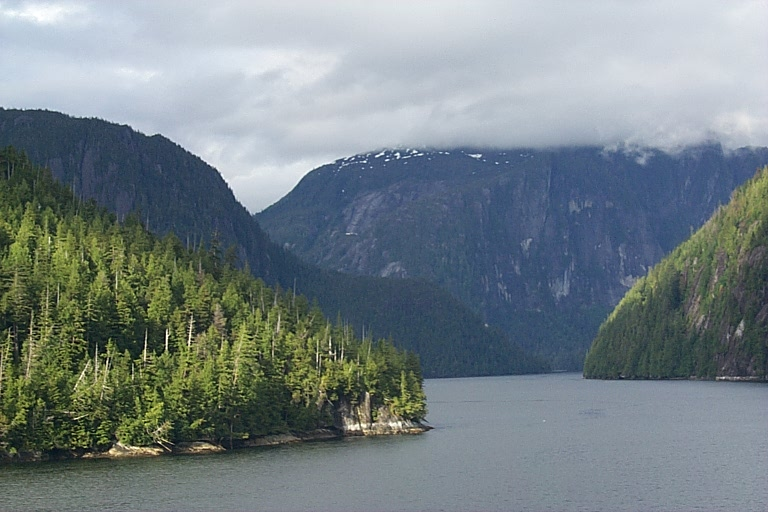
Fiordo dell'Inside Passage

Le Montagne Rocciose Canadesi ed i fiordi dell'Inside Passage offrono i panorami più noti della Columbia Britannica e anche un contesto interessante per l'industria del turismo. La regione di Okanagan è una delle principali regioni vinicole del Canada. Le piccole città rurali di Penticton, di Oliver e di Osoyoos sono tra le località del Canada con il clima estivo più caldo e offrono ospitalità a visitatori di tutto il mondo.
Gran parte dell'isola di Vancouver è coperta da una fitta foresta pluviale temperata ed è una delle poche aree al mondo con questo ecosistema (altre sono sulla penisola Olimpica nello Stato di Washington e in Cile). Appartiene alla Columbia Britannica anche l'arcipelago delle Isole Regina Carlotta (o più correttamente Haida Gwaii), a nord dell'isola di Vancouver.
Altre città della Columbia Britannica sono Surrey, Burnaby, Richmond, e New Westminster che si trovano nell'area metropolitana di Vancouver, Nanaimo sull'isola di Vancouver, Prince George, Prince Rupert nel nord e Kelowna, Kamloops nell'interno della regione e Ahousaht nell'Isola di Flores.

## Geografia antropica

### Suddivisioni amministrative
La Columbia Britannica è suddivisa in 28 distretti regionali (regional districts). I distretti hanno una funzione di governo locale di tutte quelle aree non ancora incorporate in municipalità. Hanno però potere limitato e non hanno tutti seggi elettorali, per questo sono incomparabili a suddivisioni come le contee statunitensi o britanniche
| Nr. | Distretto Regionale    | Superficie     | Abitanti  | Capoluogo     |
| --- | ---------------------- | -------------- | --------- | ------------- |
| 1   | Alberni-Clayoquot      | 6 630,46 km²   | 30 345    | Port Alberni  |
| 2   | Bulkley-Nechako        | 73 419,01 km²  | 40 856    | Burns Lake    |
| 3   | Capitale               | 2 341,11 km²   | 325 754   | Victoria      |
| 4   | Cariboo                | 80 625,97 km²  | 65 659    | Williams Lake |
| 5   | Central Coast          | 24 559,50 km²  | 3 781     | Bella Coola   |
| 6   | Central Kootenay       | 22 130,71 km²  | 57 019    | Nelson        |
| 7   | Central Okanagan       | 2 904,00 km²   | 147 739   | Kelowna       |
| 8   | Columbia-Shuswap       | 29 003,30 km²  | 48 219    | Salmon Arm    |
| 9   | Comox Valley           | 20 015,45 km²  | 96 131    | Courtenay     |
| 10  | Cowichan Valley        | 3 473,12 km²   | 71 998    | Duncan        |
| 11  | East Kootenay          | 27 560,48 km²  | 56 291    | Cranbrook     |
| 12  | Fraser Valley          | 13 346,94 km²  | 237 550   | Chilliwack    |
| 13  | Fraser-Fort George     | 51 083,73 km²  | 95 317    | Prince George |
| 14  | Metro Vancouver        | 2 878,52 km²   | 1 986 965 | Burnaby       |
| 15  | Kitimat-Stikine        | 91 910,63 km²  | 40 876    | Terrace       |
| 16  | Kootenay Boundary      | 8 095,62 km²   | 31 843    | Trail         |
| 17  | Mount Waddington       | 20 288,40 km²  | 13 111    | Port McNeill  |
| 18  | Nanaimo                | 2 034,94 km²   | 127 016   | Nanaimo       |
| 19  | North Okanagan         | 7 512,58 km²   | 73 227    | Coldstream    |
| 20  | Northern Rockies       | 85 151,45 km²  | 5 720     | Fort Nelson   |
| 21  | Okanagan-Similkameen   | 10 413,44 km²  | 76 635    | Penticton     |
| 22  | Peace River            | 119 200,10 km² | 55 080    | Dawson Creek  |
| 23  | Qathet                 | 5 092,06 km²   | 19 765    | Powell River  |
| 24  | Skeena-Queen Charlotte | 19 716,14 km²  | 21 693    | Prince Rupert |
| 25  | Squamish-Lillooet      | 16 353,68 km²  | 33 011    | Pemberton     |
| 26  | Stikine                | 132 496,20 km² | 1 316     | -             |
| 27  | Sunshine Coast         | 3 778,17 km²   | 25 599    | Sechelt       |
| 28  | Thompson-Nicola        | 44 476,73 km²  | 119 222   | Kamloops      |

## Società

### Religione
- Cristiani: 2 184 615 (56%)
  - Protestanti: 1 513 295 (32%)
  - Cattolici: 705 320 (18%)
  - Ortodossi: 35 655 (1%)
  - Altri Cristiani: 200,345 (5%)
- Sikh: 135 310 (3%)
- Buddhisti: 85 540 (2%)
- Musulmani: 56 220 (1,2%)
- Indu: 31 500 (1%)
- Ebrei: 21 230 (0,8%)
- Atei e agnostici: 1 388 300 (36%)

### Etnie e minoranze straniere
Note: questa statistica rappresenta la singola risposta (ad es., "tedesco") o la multipla (ad es., "in parte cinese, in parte inglese") al censimento canadese del 2001. "Canadese" non è necessariamente associato a un gruppo etnico o razziale, ma semplicemente identificazione di canadese, senza alcuna definizione etnica.
| Origine etnica | Popolazione | Percentuale |
| -------------- | ----------- | ----------- |
| Inglesi        | 1 144 335   | 25,58%      |
| Canadesi       | 939 460     | 24,28%      |
| Scozzesi       | 748 905     | 19,36%      |
| Irlandesi      | 562 895     | 14,55%      |
| Tedeschi       | 500 675     | 12,94%      |
| Cinesi         | 373 830     | 9,66%       |
| Francesi       | 331 535     | 8,57%       |
| Indiani        | 183 650     | 4,75%       |
| Olandesi       | 180 635     | 4,67%       |
| Ucraini        | 178 880     | 4,62%       |
| Amerindi       | 175 085     | 4,53%       |
| Italiani       | 126 420     | 3,27%       |
| Norvegesi      | 112 045     | 2,90%       |
| Polacchi       | 107 340     | 2,77%       |
| Svedesi        | 89 630      | 2,32%       |
| Gallesi        | 86 710      | 2,24%       |
| Russi          | 86 110      | 2,23%       |
| Filippini      | 69 345      | 1,79%       |
| Statunitensi   | 59 075      | 1,53%       |
| Danesi         | 49 685      | 1,28%       |
| Meticci        | 45 455      | 1,17%       |
| Ungheresi      | 43 515      | 1,12%       |

Fonte: Statistics Canada

## Sport
Le franchigie della Columbia Britannica che partecipano al Big Four (le quattro grandi leghe sportive professionistiche americane) più la MLS sono:
- Vancouver Canucks, NHL
- Vancouver Whitecaps, MLS

### Football canadese
Per quanto riguarda la CFL, la lega professionistica del Football canadese, le squadre della Columbia Britannica che ne fanno parte sono:
- British Columbia Lions (con sede a Vancouver)

### Freeride Mountain Bike
È la patria incontrastata del Freeride Mountain bike, variante della Downhill.